# Suflí
Suflí – gmina w Hiszpanii, w prowincji Almería, w Andaluzji, o powierzchni 10,13 km². W 2011 roku gmina liczyła 260 mieszkańców.